# Johim Ariesen
Johim Ariesen (* 16. März 1988 in Rhenen) ist ein ehemaliger niederländischer Radrennfahrer. Er war im Straßenradsport vornehmlich als Sprinter erfolgreich.
Ariesen begann seine internationale Karriere 2009 beim UCI Continental Team Cyclingteam Jo Piels. Nachdem er 2013 bereits die Bergwertung der Olympia’s Tour und 2014 die Punktewertung des Course de la Solidarité Olympique für sich entscheiden konnte, gelangen ihm ab 2015 auf Rennsiege in Wettbewerben des internationalen Kalenders. So konnte er 2015 unter anderem fünf Abschnitte und die Gesamtwertung des U23-Etappenrennens Course de la Solidarité Olympique und das Eintagesrennen Ronde van Noord-Holland gewinnen. Im gleichen Jahr gewann er eine Etappe der Tour of China I und damit sein erstes Rennen der ersten UCI-Kategorie. Auch in den Folgejahren blieb Ariesen erfolgreich und gewann 2016 die Eintagesrennen Skive-Løbet und GP Viborg. Bis zu seinem Karriereende nach Ablauf der Saison 2018 gelangen ihm außerdem sieben weitere Tagessiege bei internationalen Etappenrennen.

## Erfolge
2013
- Bergwertung Olympia’s Tour

2014
- Punktewertung Course de la Solidarité Olympique

2015
- Gesamtwertung, fünf Etappen, und  Punktewertung Course de la Solidarité Olympique
- Ronde van Noord-Holland
- zwei Etappen Volta ao Alentejo
- eine Etappe und  Punktewertung Tour of China I

2016
- Skive-Løbet
- GP Viborg
- eine Etappe Volta ao Alentejo
- zwei Etappen Bałtyk-Karkonosze Tour

2017
- eine Etappe Volta ao Alentejo
- eine Etappe Tour de Normandie
- eine Etappe Bałtyk-Karkonosze Tour

2018
- eine Etappe Tour de Normandie